# Keyvəndi
Keyvəndi è un comune dell'Azerbaigian situato nel distretto di İsmayıllı. Conta una popolazione di 467 abitanti.